# الذرية (الكيمياء)
الذرية هو مجموع عدد الذرات في جزيء من عنصر أو مركب كيميائي أو مادة. على سبيل المثال (O²) يحتوي 2 ذرات من الأكسجين.[بحاجة لمصدر]
أحادي الذرة -تتكون من ذرة 1
ثنائي الذرة -تتكون من ذرتين
ثلاثي الذرة -تتكون من 3 ذرات
متعدد الذرات-تتكون من 4 ذرات أو أكثر